# Blood (romanzo)
Blood (titolo originale Blood Canticle) è un romanzo della scrittrice statunitense Anne Rice, pubblicato nel 2003. Blood è il decimo capitolo della saga delle Cronache dei vampiri.
Il 16 novembre 2003 il libro è stato incluso nella classifica dei Best Seller del New York Times (piazzandosi al quinto posto), e rimanendovi per cinque settimane.
Il libro è stato tradotto in francese, spagnolo, cinese, portoghese, ungherese, tedesco, russo, polacco, oltre che in italiano.

## Trama
Lestat, un vampiro affascinante, vecchio di duecento anni, ma con l'aspetto di un ragazzo di vent'anni, ha un desiderio, un'ossessione, quello di diventare santo  della Chiesa cattolica. Vive ultimamente nella residenza dei Blackwood, una villa magnifica in Louisiana, assieme a Quinn, un giovane iniziato alla “fraternità del sangue”. Un giorno arriva a Blackwood una mortale bellissima, Mona Mayfair, una strega che ha dei poteri soprannaturali, ma che è ormai in fini di vita. Quinn perde la testa, s'innamora follemente di lei e Lestat per non lasciarla morire la trasforma in vampiro. Nel frattempo arriva alla residenza Rowan Mayfair, la cugina della ragazza, una scienziata di successo e che è una strega altrettanto potente. Questa volta è Lestat ad innamorasi di Rowan e non riesce a controllare l'attrazione che prova nei suoi confronti. Ma non c'è tra di loro il patto di sangue. Inoltre le due streghe, celano un altro segreto: hanno partorito degli esseri con poteri straordinari, i Táltos, che gli sono stati sottratti dalla nascita. Lestat inizia a ricevere la visita del fantasma di Oncle Julian, il bis bis nonno di Mona, che è molto indispettito per la trasformazione operata sulla nipote, ed è disposto a dargli il tormento per l'eternità.
Mona è determinata a ritrovare la figlia perduta e, con Lestat e Quinn, partirà alla volta dei Caraibi, dove ha appreso, grazie a Maharet della presenza dei Taltos in un'isola frequentata da narcotrafficanti. Dopo aver liberato i Taltos si decide di portarli al Centro Medico Mayfair per essere istruiti e guidati.

## Edizioni in italiano
- Anne Rice, Blood: romanzo, traduzione di Sara Caraffini, Milano: Longanesi, 2010
- Anne Rice, Blood: romanzo, traduzione di Sara Caraffini, Milano: Tea, 2011